# The Power of the Daleks
The Power of the Daleks (El poder de los Daleks) es el tercer serial de la cuarta temporada de la serie británica de ciencia ficción Doctor Who, emitida originalmente en seis episodios semanales del 6 de noviembre al 10 de diciembre de 1966. Es el primer serial completo de Patrick Troughton como el Segundo Doctor.

## Argumento
Ben y Polly acaban de ver como el Primer Doctor se ha desplomado en el suelo de la TARDIS y han sido testigos de su regeneración y cambio de apariencia. Polly está convencida de que ese hombre es el Doctor, pero Ben piensa que es un impostor, porque el Doctor se niega a confirmar o desmentir su identidad. La TARDIS lleva al recién regenerado Doctor, Ben y Polly al planeta Vulcan donde, al llegar, el Doctor es testigo del asesinato del examinador, un hombre enviado de la Tierra para comprobar la colonia humana en el planeta. Después de revisar su cuerpo, el Doctor descubre una medalla que le da acceso a todas las áreas de la colonia humana sin preguntas. Un equipo de seguridad liderado por Bragen escolta al Doctor, Ben y Polly (que fingen ser, tal y como creen el equipo de seguridad, el examinador y sus ayudantes) de vuelta a la colonia. El examinador fue convocado por Quinn, representante del gobierno, para que investigue a un grupo de rebeldes. El gobernador considera el problema con los rebeldes insignificante.
Mientras tanto, Lestestorn, el científico de la colonia, ha descubierto una cápsula espacial Dalek estrellada. El Doctor va a investigar la cápsula, y tras echar un rápido vistazo dentro dice que ya ha tenido suficiente por una noche y se va a la cama. Más tarde esa misma noche, Ben y Polly descubren al Doctor dirigiéndose al laboratorio de Lesterton para ir al interior de la cápsula Dalek. Le siguen, y él abre un compartimento interno, encontrando dos Daleks dentro. Deduce que falta un tercer Dalek de la cápsula. Polly, quien junto a Ben se ha unido al Doctor en la cápsula, grita al ver un pequeño mutante arrastrándose por el suelo que desaparece por una pequeña abertura.
El Doctor, Ben y Polly abandona la cápsula para encontrar a Lesterson, que inmediatamente empieza a preguntarles que qué hacen en su laboratorio. El Doctor dice que su medalla (la del examinador) dice que puede ir donde quiera en la colonia, y empieza a preguntarle dónde ha puesto el tercer Dalek. Tiene miedo de que Lesterton pueda estar intentando reactivarlo. Una vez que el Doctor, Ben y Polly se han ido, Lesterson abre un compartimento secreto donde ha escondido el tercer Dalek, y llama a sus ayudantes Resno y Janley para que le ayuden a intentar reactivar los Daleks. Tiene éxito, pero en el proceso el Dalek mata a Resno. Janley asegura a Lesterson que Resno estará bien, aunque sabe que está muerto. En ese punto, Lesterson quita el cañón del Dalek.
Mientras tanto, Quinn ha sido acusado de sabotear la consola de comunicación e invocar al examinador. Quinn es puesto a juicio, y el gobernador le da a Bragen el puesto de Quinn. El Doctor, Ben y Polly asisten al juicio, durante el cual Lesterson llega con el Dalek reactivado, que dice ser servidor de la colonia. El Dalek reconoce al Doctor, y eso convence desde ese momento a Ben de que él es realmente el Doctor. Lesterson también reactiva a los otros dos Daleks y les quita los cañones. Ellos también afirman ser servidores de la colonia. El Doctor se da cuenta de que hay más de tres Daleks en la colonia y avisa de que se están reproduciendo. Cuando le dicen que las máquinas no se pueden reproducir, el Doctor responde que los Daleks no son máquinas.
El Doctor, Polly y Ben son llevados a prisión. El Doctor comienza a hacer rodar piezas de fruta por el suelo, lo que hace a Polly decir que es esa clase de comportamiento la que les hace preguntarse si realmente él es el Doctor. Sucede que el Doctor está comprobando si la fruta contiene algún dispositivo perturbador. Logran escapar cuando el Doctor genera el tono correcto para abrir la puerta de la celda al tintinear un vaso de vino parcialmente lleno.
Una noche, Lesterson entra dentro de la cápsula Dalek y descubre que se están fabricando Daleks dentro. Ve cómo colocan a un mutante inerte en una cinta y, de repente, despertar a la vida, para después ser colocado por otro Dalek dentro de una envoltura Dalek. Hay una larga línea de fabricación que está fabricando cientos de Daleks, que entonces comienzan a atacar a los humanos, exterminando a la mitad de la colonia, aunque algunas docenas de Daleks son destruidos por pistolas láser. El Doctor, Ben y Polly logran escapar de la prisión y ayudan a los humanos a luchar contra los Daleks. Estos, sin embargo, están ganando la batalla y logran exterminar a casi todos los humanos. Tras la larga batalla, durante la cual el gobernador Hensell es asesinado por Bragen, el Doctor destruye a los Daleks volviendo su propia fuente de energía con ellos. Resulta que Bragen saboteó la consola de comunicación y mató al verdadero examinador. Los cargos contra Quinn son retirados y Bragen es ejecutado cuando intenta matar a Quinn.
Quinn es nombrado gobernador y el Doctor, Ben y Polly vuelven a la TARDIS. Un Dalek inerte está cerca de la TARDIS. Ben le da una patada y exclama que nunca más volverán a tener problemas con los Daleks. Entonces, la TARDIS despega hacia otra aventura, mientras el brazo óptico de un Dalek cercano comienza a elevarse.

### Continuidad
- El proceso de regeneración no tiene nombre en este serial. Este cambio de actores comenzó a llamarse retrospectivamente "regeneración" a partir del serial Planet of the Spiders.
- El Doctor encuentra una daga en la TARDIS que dice que consiguió durante los eventos de The Crusade.
- En el episodio dos, el Doctor menciona a Marco Polo como un amigo, tras haberle conocido en la historia del Primer Doctor Marco Polo.
- Este es el único serial del Segundo Doctor en el que no aparece el acompañante Jamie McCrimmon.

## Producción
| Episodio          | Fecha de emisión        | Duración | Espectadores en millones | Estado en el archivo              |
| ----------------- | ----------------------- | -------- | ------------------------ | --------------------------------- |
| Episodio 1        | 5 de noviembre de 1966  | 25:43    | 7,9                      | Sólo quedan fotogramas y el audio |
| Episodio 2        | 12 de noviembre de 1966 | 24:29    | 7,8                      | Sólo quedan fotogramas y el audio |
| Episodio 3        | 19 de noviembre de 1966 | 23:31    | 7,5                      | Sólo quedan fotogramas y el audio |
| Episodio 4        | 26 de noviembre de 1966 | 24:23    | 7,8                      | Sólo quedan fotogramas y el audio |
| Episodio 5        | 3 de diciembre de 1966  | 23:38    | 8,0                      | Sólo quedan fotogramas y el audio |
| Episodio 6        | 10 de diciembre de 1966 | 23:46    | 7,8                      | Sólo quedan fotogramas y el audio |
| [ 1 ] [ 2 ] [ 3 ] |                         |          |                          |                                   |

- Entre los títulos provisionales de la historia se incluía The Destiny of Doctor Who y Servants of Masters.